# Vřesina (okres Ostrava-město)
Vřesina je slezská obec v okrese Ostrava-město ve Vítkovské vrchovině v Moravskoslezském kraji. Obec se rozkládá na obou březích říčky Porubky, na nedalekou Ostravu je napojena městskou hromadnou dopravou. V severní části obce pak zástavba přechází plynule do sousedního ostravského městského obvodu Krásné Pole. Žije zde přibližně 2 800 obyvatel. Vřesina se nachází na východním okraji Nízkého Jeseníku.

## Historie
První známá písemná zmínka o obci je v listině o rozdílech knížectví opavského z roku 1377, kdy byla ves Vřesina s Hýlovem v držení pana Adama a připadla k dílu opavských knížat Přemka a Václava. Je však pravděpodobné, že Vřesina existovala již před tímto datem – dobu jejího vzniku lze odhadnout na 2. polovinu 12. století až 1. polovinu 13. století, kdy v této oblasti probíhalo české osídlování. Od 14. do 17. století jsou z dochovaných archivních písemností známá jména řady držitelů Vřesiny. Od roku 1461 se stala Vřesina na poměrně dlouhou dobu součástí velkopolomského panství (postupně v držení pánů Donátů z Velké Polomě, Osinských z Žitné, Pražmů a dalších). Od roku 1702 se stala Vřesina (ves i dvůr) součástí klimkovického panství v držení Wilczků, v němž zůstala až do první pozemkové reformy, kdy byl dvůr rozparcelován.
V roce 1850 byla postavena nová škola, roku 1875 byla rozšířena na dvojtřídní. Ve 2. polovině 19. století se začala Vřesina postupně měnit v dělnickou vesnici – přibývalo chalupníků a bezzemků, kteří odcházeli pracovat do ostravských dolů a vítkovických hutí. V roce 1925 přijel do obce první vlak. Obec byla během druhé světové války osvobozena Rudou armádou dne 29. dubna 1945. V roce 1998 byl v obci dostavěn kostel sv. Antonína Paduánského.
Vřesinským rodákem je národní buditel Msgr. Kazimír Tomášek, který se koncem 19. století podílel na rozvíjení českého kulturního a národního života v českých a slezských vesnicích.

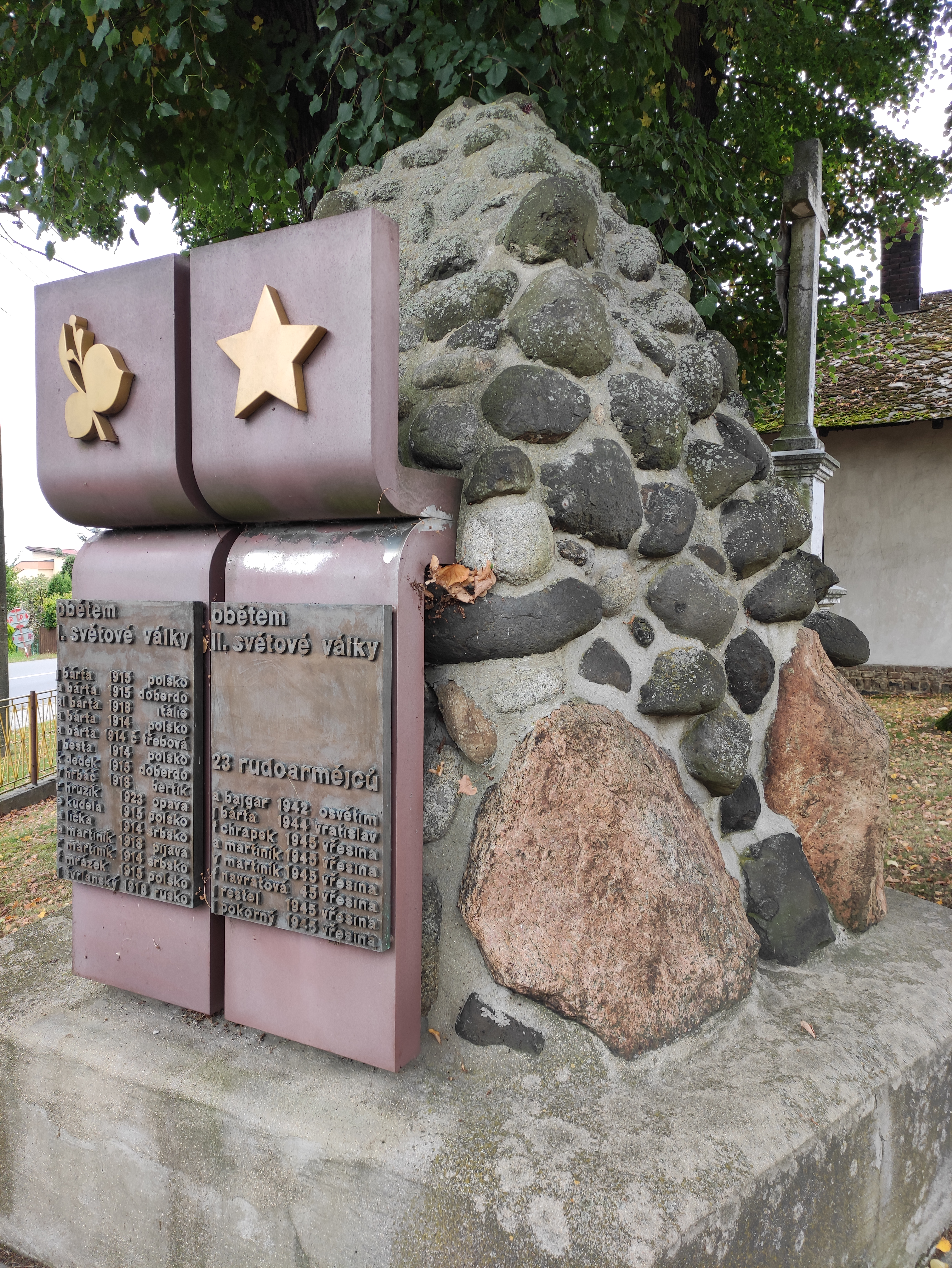
Pomník padlým hrdinům

## Pamětihodnosti
Na území obce se nachází jediná kulturní památka, evidovaná ve státním seznamu: kaple s evidenčním číslem 2116.
Pomník padlým hrdinům je památník obětem 1. a 2. světové války, který byl postaven z bludných kamenů v roce 1923.

## Doprava
Do Vřesiny vede tramvajová trať z Ostravy-Poruby do Kyjovic respektive tramvajová linka číslo 5 (Vřesinská–Zátiší) nebo linkové autobusy Transdev Morava. Tramvajová linka i linkové autobusy jsou integrovány v ODIS, ve kterém Vřesina tvoří zónu 9 společně s Čavisovem, Dolní Lhotou, Horní Lhotou, Olbramicemi a Zbyslavicemi.
Snahy o vybudování dráhy údolím Porubky pocházejí již z období Rakouska Uherska. Vřesina neměla žádné komunikační spojení hromadnou dopravou s okresním městem, ať jím byla Opava nebo od roku 1896 Bílovec. S rozvojem průmyslu a hornictví v Ostravě bylo třeba řešit problém dopravy dělníků na pracoviště. Koncem 19. a začátkem 20. století se začalo uvažovat o vybudování železnice, která by  vedla ze Svinova údolím potoka Porubky až do Kyjovic a odtud přes Pustou Polom, Skřipov na Hradec nad Moravicí,  aby se dosáhlo spojení s Opavou.
Dne 4. června 1923 zahájila stavební firma bratří Špačků, která zvítězila ve výběrovém řízení, práce na stavbě slavnostním výkopem půdy u mostu přes Porubku, v blízkosti domu pana Františka Hampla ve Svinově č. 150.
V neděli 2. srpna 1925 byl slavnostně zahájen provoz parního vláčku na trati Svinov – Poruba – Vřesina, vybudované nákladem 12 milionů korun. Slavnostního otevření dráhy se zúčastnilo velké množství lidí v čele se starostou obce.
7. listopadu 1926 bylo dokončeno prodloužení dráhy do Dolní Lhoty. 6. listopadu 1927 už byla železniční trať dostavěna do konečné stanice  Kyjovice - Budišovice. Jednokolejná trať měla jedenáct stanic a zastávek. Křižování souprav bylo pouze možné ve stanicích Poruba-nádraží, Vřesina a Dolní Lhota. Jízdní doba mezi konečnými stanicemi činila sedmatřicet minut a za tu dobu stihla tramvaj projet přes území tří okresů.Denně bylo vypravováno deset párů osobních vlaků sestávajících zpočátku z parní lokomotivy a dvou osobních vozů. Brzy však musely být soupravy posílené o další vozy, protože již prvním rokem provozu počet denně přepravovaných osob dosáhl dvou tisíc, a překročil tak původní předpoklad trojnásobně. Nákladní doprava byla využívána k přepravě uhlí, stavebního materiálu, dřeva a zemědělských produktů. Vykládka a nakládka byla umožněna v pěti stanicích.
V poválečných letech 1947 - 1948 se trať konečně dočkala elektrifikace. Ta proběhla nadvakrát. Nejprve byla zahájena 29. srpna 1947 elektrická doprava v úseku Svinov - Vřesina  a v úseku Vřesina – Kyjovice - Budišovice zůstala zachována parní doprava. Elektrifikace zbývajícího úseku do Kyjovic – Budišovic byla dokončena 29. 12. 1948. Slavnostní zahajovací jízdy se zúčastnilo mnoho významných osobností politického a veřejného života v čele s primátorem města Ostravy Josefem Kotasem. Zpočátku jezdila tramvaj z Moravské Ostravy – Těšínské ulice do Kyjovic a od 29. prosince 1950 byla prodloužena do Přívozu k Hlavnímu nádraží a jízdní doba činila 74–76 minut.
Dne 22. února 1986 byl slavnostně ukončen provoz dvounápravových starých tramvají, posledních na našem území. V Porubě, Vřesině, Dolní Lhotě a v Zátiší slavnou minulost tratě dodnes  připomínají bývalé výpravní budovy s bytem pro správce stanice, kanceláří, čekárnou, bufetem. Na trase dráhy můžete nalézt i patníky s označením prvního provozovatele – Slezských zemských drah.
I v současnosti je trať provozována jako jednokolejná s výhybnami a normálním rozchodem, přičemž se jedná o jednu z posledních dvou jednokolejných tramvajových tratí v pravidelném provozu v České republice.
Dne 11. dubna 2008 došlo na této tramvajové lince k tragické dopravní nehodě. Mezi zastávkami Vřesina a Poruba koupaliště se srazily v protisměru dvě tramvajové soupravy. Řidiči se vzájemně zahlédli až sedmdesát metrů od sebe v rychlosti asi 70 km/h a srážce již nešlo zabránit. Následkem tragédie byli tři mrtví a šestatřicet zraněných.

## Budování obce
Na levém břehu říčky Porubky,  v neobydlené části Hlubočice, v lese Pohoří se německé orgány ke konci 2. Světové války rozhodly urychleně vybudovat přístřeší pro uprchlíky z vybombardovaných německých měst. Založili v r. 1944 organizaci Deutsche Nothilfe, která začala stavět v lese Pohoří 24 nouzových dvojdomků pro německé vystěhovalce. Do této akce byly zapojeny obce Vřesina, Poruba, Třebovice, Pustkovec, Krásné Pole, Velká Polom, Dolní a Horní Lhota, Čavisov, Kyjovice a Zbyslavice. Každý občan z těchto obcí musel zdarma měsíčně odpracovat 8 hodin. V případě nesplnění byl potrestán  pokutou 20 RM (říšských marek). Rolníci z těchto obcí museli veškerý materiál dovážet koňským spřežením  zdarma. Materiál, který měli občané připravený pro soukromou výstavbu, propadl ve prospěch nouzových staveb. Pracovalo se denně i o nedělích a svátcích. V době polních prací, kdy na staveništi bylo málo pracovních sil, byla i školní mládež nahnána na výpomoc. Placeny byly pouze odborné síly. Domky se nepodařilo do konce války dostavět, ale po osvobození je mohli využít k bydlení občané, kteří přišli o přístřeší při osvobozovacích bojích.
Zpustošené a vypálené vesnice po válce ve Slezsku potřebovaly pro svou obnovu urychlenou pomoc. V rámci akce Budujeme Slezsko byly navazovány kontakty s městy a obcemi, které zasílaly finanční a hmotnou pomoc. Kmotrovským městem Vřesiny byla Plzeň a na počest kmotra byla v roce 1951 lokalita Hlubočice přejmenována na Nová Plzeň.

## Letní kino Lesana
Na území Nové Plzně, v místě bývalého výletního místa Dělnické tělocvičné jednoty Vřesina v části obce Nová Plzeň byla v roce 1960  započata v rámci akce „Z“ výstavba letního kina Lesana. Promítání bylo zahájeno v roce 1961. Prvním promítaným filmem byl barevný, hudební film Valčík pro milion. Celkové náklady na výstavbu včetně promítacího zařízení činily 250 000 Kčs. Kapacita kina byla 385 sedících diváků a rozměrem promítacího plátna 11 m × 6,5 m se zařadilo na čtvrté místo za letní kina na Černé louce v Ostravě, AMFI Poruba a Luna v Ostravě - Zábřehu. Prvními promítacími přístroji byly Meopton 3, usměrňovače byly s rtuťovými lampami a promítalo se na uhlíkových elektrodách. Tyto byly později nahrazeny typem MEO 4 s křemíkovou výbojkou a používaly se křemíkové usměrňovače. Filmový pás byl široký 35 mm a širokoúhlý formát byl 1:2,35.
V letním kině se každoročně konal Filmový festival pracujících. V roce 1989 byly naposledy v obci v provozu obě kina a bylo v nich promítnuto celkem 222 filmů, které zhlédlo 11 187 diváků. Tržba činila 58 094 Kčs a za půjčovné se zaplatilo 30 124 Kčs. V roce 1992 byla v letním kině československá předpremiéra amerického filmu Moucha. Jako první v republice se ve vřesinské Lesaně promítal v roce 1991 film Zdeňka Trošky – Slunce, seno, erotika. V září roku 1996 se uskutečnilo poslední promítaní ve vřesinském letním kině Lesana.
Nad bývalým letním kinem se nachází tzv. Dělnické hřiště. V minulosti místo sportovních a společenských akcí nejen obyvatel Nové Plzně, ale širokého okolí. V minulosti se na hřišti pravidelně konalo stavění a kácení máje.
Kámen pro stavební účely se těžil v Sokolské skále. Po ukončení těžby se zde ve 30. letech 20. století pořádaly divadelní představení a jiné společenské akce v přírodě členy a příznivci tehdejšího vřesinského Sokola. V současnosti je prostor zastavěn chatami.

## Škola ve Vřesině
Před založením samostatné vřesinské školy do 50. let 19. století navštěvovaly děti z Vřesiny  farní školu v Porubě společně s dětmi z Poruby, Svinova a Třebovic. První zmínka o tom, že se ve Vřesině vyučovalo, vyplývá z protokolu o vyšetřování školy v Porubě z 15. června 1791. V roce 1850 obecní zastupitelstvo ve Vřesině rozhodlo, že si postaví školu vlastní. Zápis o vzhledu školy, výchově a vzdělání zaznamenaný v kronice vřesinské školy dle vyprávění pamětníků:
„Na místě, kde se nachází nynější škola (dnešní obecní úřad) stál baráček pokrytý došky s četnými dírami ve střeše. Měl dvě nízké místnosti s malými okénky. Všechno bylo na tehdejší dobu velmi primitivní – dveře i okna, takže za mrazu byla zima učiteli i dětem. Na zimu se přistavila kamna. Na peci se nacházela knihovna učitele, kde byla bible, katechismus a celý archiv not. Na hřebíku visely bezbarvé skřipky (housle) a starý lesní roh.“
Obecní zastupitelstvo se usneslo 29. ledna 1874, že postaví novou školní budovu na původních zdech staré školy, která bude zvýšena a rozšířena. 26. listopadu 1874 bylo nové stavení kolaudováno. V této podobě se budova uchovala prakticky dodnes.
1. ledna 1875 byla vřesinská škola slavnostně otevřena. Vybavení školy bylo skromné – sestávalo z černé desky na stěně, která sloužila za tabuli a ze školních lavic, ve kterých se tísnilo až 8 dětí. Nebylo-li dost lavic, sedělo se na zemi.  Hlavními pomůckami učitele byla křída a ukazovátko, u žáků to byla kamenná tabulka, na kterou se psalo, počítalo, kreslilo. Jen pozvolna byla škola vybavována dalším potřebným zařízením.
Prvním učitelem s učitelským dekretem byl Alois Scheich, ve Vřesině učil do roku 1880. V roce 1896 přišel do Vřesiny učitel Vincenc Martinek, který v témže roce získal učitelský dekret. Stal se nadučitelem (ředitelem národní školy). Na zdejší škole působil téměř 12 let. Po něm nastoupil na místo nadučitele Gustav Kořený, který zde učil do r. 1919. Pod jeho vedením vzrostla úroveň  školské výuky, škola si kladla za cíl dát dětem nejelementárnější základy vzdělání potřebné pro tehdejší lidi.
Vřesinská škola byla známa v širokém okolí svým dětským divadlem „Bílá růže“ a zisk z těchto divadelních představení byl využíván k zakoupení školních pomůcek. Byl obnoven staroslovanský zvyk „Vynášení Mařáka“. Byly konány výstavky prací žáků školy spojené s přednáškou učitele, které sloužily k navázání bližšího kontaktu mezi školou a obyvateli Vřesiny a přispěly k poznání práce učitele a žáků ve škole. Busta na zdi obecního úřadu připomíná jeho působení ve Vřesině.
Po vzniku Československa v roce 1918 došlo k dalšímu vzestupu úrovně školství ve Vřesině.
Elektrifikace obce a postavení obecního vodovodu významně ovlivnilo a vylepšilo školní vyučování.
  Mnichovská dohoda z roku 1938 byla nejen počátkem konce samostatnosti Československa, ale i českého školství. 8. října 1938 přijelo do Vřesiny první německé obrněné auto s vojáky, kteří nařídili okamžité vyvěšení říšských praporů. Obecní škola dostala nápis „Volksschule“. Tento akt násilné germanizace vyvolal nepokoje, které starosta Rusitschka řešil přivoláním německých vojáků. Došlo ke střetu, při kterém byli zadrženi občané Miroslava Martiníková, Marie Teslíková, Marie Mrázková, Oldřich Martiník, František Ulrich, Václav Sedláček a Josef Bárta, kteří byli vězněni v opavské věznici čtyři týdny. Školní výuka probíhala v duchu německé a  nacistické pedagogiky.
V průběhu osvobozovacích bojů v dubnu 1945 byla budova školy poškozena leteckým bombardováním a dělostřeleckými granáty. Vnitřní zařízení bylo zničeno a rozkradeno.
Nový školní rok byl zahájen 3. 9. 1945. Velkou pomoc poskytlo Vřesině město Plzeň. V rámci  akce „Budujeme Slezsko“ 17. července 1946 navštívila Vřesinu delegace zastupitelů města Plzně v čele s primátorem dr. Křepinským a pražským primátorem dr. Vackem. Vřesinská škola dostala darem od kmotrovského města nové vybavení – školní lavice, učební pomůcky, přírodopisné a dějepisné obrazy, knihami byla doplněna žákovská i obecní knihovna. Škola neměla šatny, tělocvičnu, učeben byl nedostatek, chodby byly úzké a tmavé. Celkově budova byla v nevyhovujícím stavu, vyučování probíhalo na směny, cvičilo se ve třídách. V roce 1954 byla přistavěna šatna, sborovna a kabinet.
V roce 1960 byl vydán zákon o soustavě výchovy a vzdělávání. Povinná školní docházka byla rozšířena na 9 let, takže školní povinnost byla ukončena u všech dětí v 15 letech. Vřesinská národní škola byla přejmenována na Základní devítiletou školu pro 1. – 5. ročník ve Vřesině. Nová školní budova byla slavnostně otevřena v sobotu 28. listopadu 1970. Dne 3. ledna 1971 byla zahájena výuka v nové škole za asistence kamer Československé televize.
Do uvolněné budovy byla postupně umístěna pošta, tělocvična, spořitelna, knihovna, klubovna mládeže. Nyní slouží jako sídlo obecního úřadu a České pošty.

## Další informace
Kopce Mezihoří (383 m n. m.) a Záhumenice (314 m n. m.) jsou nejvyššími body katastru obce.